# كفر أحمد جبران
قرية كفر أحمد جبران هي إحدى القرى التابعة لمركز الزقازيق في محافظة الشرقية في جمهورية مصر العربية. حسب إحصاءات سنة 2006، بلغ إجمالي السكان في كفر أحمد جبران 1021 نسمة، منهم 537 رجل و484 امرأة.